# Near Death Experience
Near Death Experience és una pel·lícula francesa del 2014 de drama psicològic dirigida per Benoît Delépine i Gustave Kervern. És protagonitzada per Michel Houellebecq. Tracta el tema del suïcidi.

## Argument
Paul és un treballador d'un centre d'atenció telefònica, fart de la vida que condueix. Un divendres 13, mentre veu la televisió creu veure a les notícies un senyal que ha de fer una cosa que trenqui la seva monotonia. Així, deixa la seva família i va rumb a la muntanya, a viure una experiència propera a la mort.

## Repartiment
- Michel Houellebecq: Paul
- Marius Bertram: el vagabond
- Benoît Delépine: el col·lega taronja 1
- Gustave Kervern: el col·lega taronja 2
- Manon Chancé: l'automobilista

## Promoció i crítica
El duo Gustave Kervern / Benoît Delépine, de vegades acompanyats de Michel Houellebecq, han participat en nombroses emissions de ràdio i de televisió amb la finalitat de presentar el seu film.
El film va ser seleccionat i presentat en la Mostra de Venècia el setembre de 2014.
"Una d'aquestes cintes (o com es vulgui definir) que reconcilien amb la mirada d'astorament. (...) delirant, profund, genial i inaprehensible."